# Асиметричні системи числення
Асиметричні системи числення (англ. Asymmetric numeral systems, ANS) — сімейство методів ентропійного кодування, винайдених Ярославом (Яреком) Дудою в 2006 на основі введеної ним концепції асиметричних систем числення.
З 2014-го року використовується для стиснення даних в ряді програм (наприклад, zstandard), оскільки ці методи за ступенем стиснення дають приблизно настільки ж гарне акуратне наближення до оптимального ентропійного кодування, як і арифметичне кодування, але мають вищу швидкодію, не поступаючись за швидкістю розпакування алгоритмам кодування Гаффмана; крім того, суттєвим є те, що ці методи не захищені патентами і вільні до використання, тому що створення і поширення вільної альтернативи арифметичному кодуванню було метою автора.

## Концепція
Асиметричні системи числення є узагальненням позиційних систем числення, при яких різні символи можуть кодуватися різною кількістю цифр в залежності від попередніх цифр (символів).
В обчислювальній техніці прийнято представляти інформацію у вигляді потоку бітів, і додавання нової інформації — символу — полягає у приписуванні до числа в кінці відповідних коду символу цифр — нових молодших розрядів. При підході зі звичайними позиційними системами числення, будь-якому символу відповідає однакова кількість цифр. Це добре підходить в разі, коли ймовірність зустріти різні символи однакова.
Коли ймовірності зустріти різні символи відрізняються, для більш компактного запису інформації використовується ентропійне кодування. Так, в кодуванні Гаффмана різні символи можуть записуватися різною кількістю бітів. Однак при цьому символи кодуються цілим числом біт — що, зокрема, означає, що як би часто не зустрічався символ, для його кодування буде потрібно щонайменше один біт.
Декодування (приклад мовою C#):
```
s
 
=
 
ceil
((
x
+
1
)
*
p
)
 
-
 
ceil
(
x
*
p
)
  
// 0 if fract(x*p) < 1-p, else 1

if
 
s
 
=
 
0
 
then
 
new_x
 
=
 
x
 
-
 
ceil
(
x
*
p
)
   
// D(x) = (new_x, 0)

if
 
s
 
=
 
1
 
then
 
new_x
 
=
 
ceil
(
x
*
p
)
  
// D(x) = (new_x, 1)

```

Кодування:
```
if
 
s
 
=
 
0
 
then
 
new_x
 
=
 
ceil
((
x
+
1
)
/
(
1
-
p
))
 
-
 
1
 
// C(x,0) = new_x

if
 
s
 
=
 
1
 
then
 
new_x
 
=
 
floor
(
x
/
p
)
  
// C(x,1) = new_x

```